# Missioni cristiane in America

## Etimologia

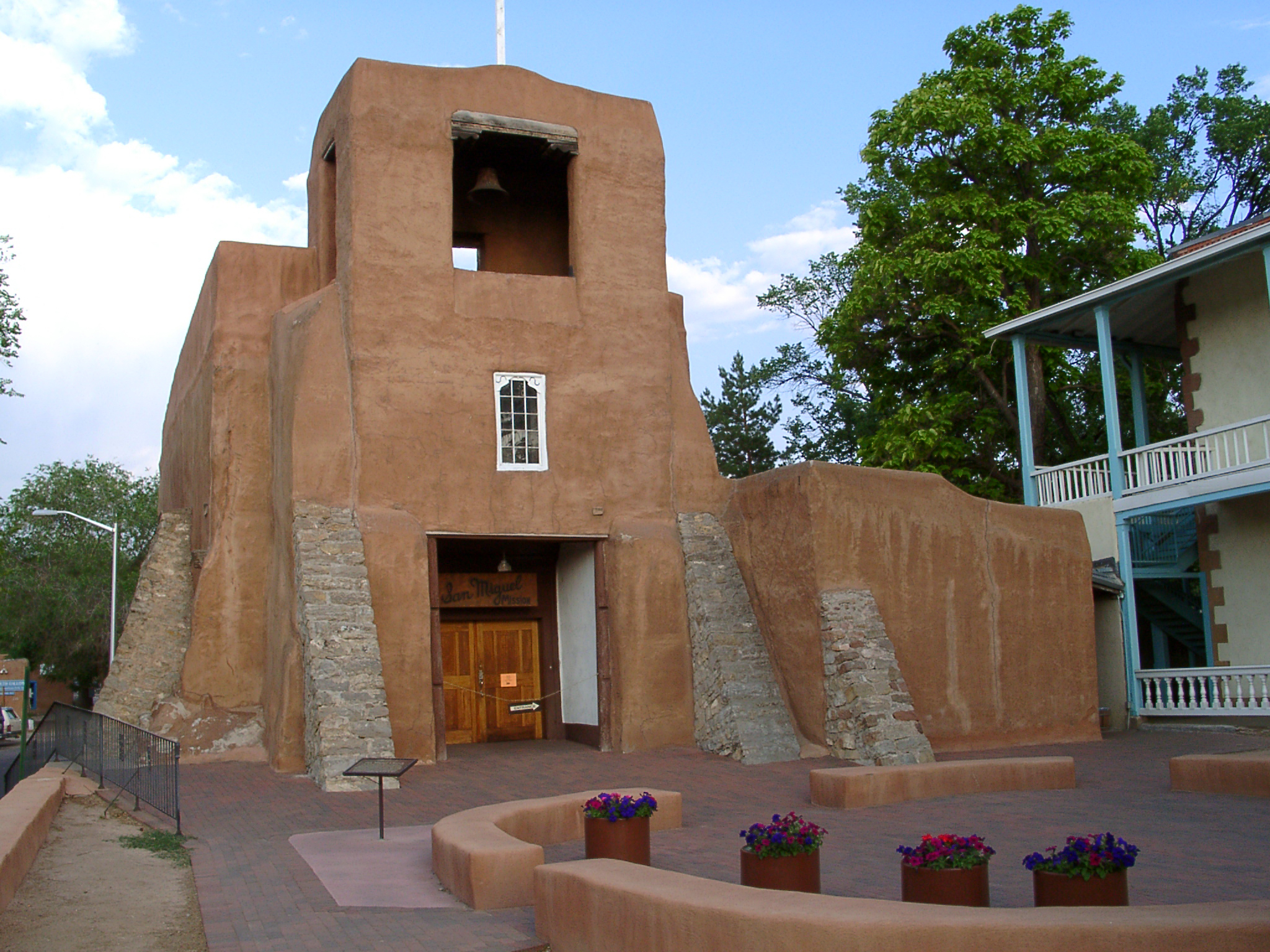
La Missione di San Miguel a Santa Fe.

Il termine missione prende corpo verso la metà del Cinquecento e sono i Gesuiti a promuoverne l'utilizzo, esso proviene dall'introduzione del quarto voto da parte di Ignazio De Loyola durante la costituzione della Compagnia di Gesù.

## Le prime missioni

### La situazione iniziale
La scoperta del nuovo continente pose l'occidente di fronte ad una realtà inimmaginabile. L'America, oltre che terreno ricco di risorse che scarseggiavano in occidente, presentava infatti una varietà culturale di popolazioni più o meno sviluppate. 
Tra queste possiamo ricordarne alcune come i Toltechi, all'epoca in fase di conquista sugli Aztechi; i Maya, I Ticuna, gli Assunti e i Moreni.
Tuttavia l'immaturità e la cultura dell'epoca pose i conquistadores, spagnoli e non, di fronte a qualcosa che non riuscivano a comprendere a fondo. Girolamo Imbruglia parlerà di "Irruzione dell'alterità radicale che aveva sconvolto la storia facendo divenire quella conosciuta sino ad allora incredibilmente obsoleta".
La differenza culturale venne percepita come inferiorità, anche a causa di alcuni fattori contingenti, che causa l'ingenuità, ad esempio dei Toltechi, che scossi da premonizioni di sventura videro nell'arrivo degli spagnoli, l'incarnazione dei loro Dei, e per aggiudicarsene il benvolere ricoprirono di doni i nuovi arrivati i quali non poterono che approfittarne.

### La situazione dei missionari
In questo contesto venne inserita la Chiesa cattolica e protestante chiamata ad aiutare, laddove fosse possibile, la corona spagnola, che puntava sull'ispanizzazione dei nativi; nel caso in cui questi si fossero mostrati belligeranti o non disposti ad accettare lo stile di vita occidentale (in questo erano comprese tutte le branche della cultura in senso antropologico), queste sarebbero state eliminate fisicamente.

Questa risultava a tutti gli effetti una missione, epica, se vogliamo. La varietà culturale e linguistica, e soprattutto la totale diversità da ciò che si conosceva in Europa mise i missionari in una condizione estremamente difficile. 
A loro era chiesto di entrare in contatto fisicamente con queste popolazioni, imparare a comunicare con questa gente, e soprattutto convincerle ad abbandonare di punto in bianco tutte quelle che erano le loro tradizioni, usi, costumi, schemi mentali di strutturazione del pensiero, ed imporgliene uno nuovo.
A parte le difficoltà pratiche date dalla quasi totale assenza di infrastrutture(le uniche erano quelle delle civiltà più sviluppate, le quali ovviamente tentarono di combattere contro i Conquistadores), significava imbattersi in un ambiente culturale del tutto diverso, dalla politica, alla lingua, al modo stesso di pensare. Oltre questo, quello che non potevano dimenticare è che il loro primo obiettivo fosse quello di cristianizzare queste popolazioni pagane.

## Motivi e strategie dell'azione missionaria

### La considerazione degli indios da parte degli europei: L'umanità tripartita
È facile immaginare quale fosse stata la reazione del mondo europeo di fronte a questi uomini che andavano in giro seminudi, ignari della parola di Dio, e delle regole della civiltà.
Dopo lunghi dibattiti sulla questione se questi fossero o meno uomini, questione che in realtà si trascinò per secoli, Josè De Acosta nel 1590 mise d'accordo le divergenti opinioni parlando di un "umanità tripartita", al vertice vi erano collocati i popoli Europei, insieme ai Cinesi ed agli orientali, in quanto in possesso della Ratio, e delle sue manifestazioni politiche e religiose. Subito sotto egli poneva i popoli Peruviani e Messicani, i quali manifestavano una ratio la quale appariva tuttavia rozza, da educare. Infine, nel gradino più basso, i selvaggi, che sebbene fossero simili a belve feroci e non conoscessero leggi, re o istituzioni avevano sentimenti umani.
Altro fattore importante per Acosta era il grado di Policia, un termine molto ampio che includeva in sé la conoscenza delle norme igieniche, il riconoscimento dell'autorità; Borges descriverà tale termine con modellamento umano dell'indio.

### Leriduzioni
Questa tripartizione dell'umanità delineò tre differenti strategie di azione missionaria. 
Il progetto era quello di un modellamento delle varie forme di vita e di riduzione delle molteplicità linguistiche e culturali presenti, teologicamente riconosciute come simbolo della maledizione babelica, affinché si potesse procedere poi con la diffusione vera e propria del Verbo. In ciò era sottinteso che prima si doveva insegnare agli indios ad essere uomini, inserire in loro le strutture mentali tipiche del pensiero cristiano, nonché il modo di essere occidentale, quindi il riconoscimento gerarchico per investitura divina, la policia, insegnadogli quindi norme igieniche e il senso del pudore.
Le riduzioni erano dei luoghi fisici in cui i missionari, con metodi più o meno legittimi, in alcuni casi potevano addirittura arrivare a rapire i bambini dai villaggi; ammassavano gli indios per partire con l'azione di riduzione linguistica-culturale la quale si articolava in tre momenti fondamentali: il primo agiva sulla vita quotidiana, prevedeva la sedentarizzazione in insediamenti urbani tra popolazioni diverse; il secondo momento consisteva nella grammaticalizzazione della lingua, sottratta al quotidiano, ed analizzata in termini logici; il terzo momento prevedeva la scelta e la costruzione di una lingua comune, chiamata lengua general risultato di un'operazione di coordinamento tra le varie presenti all'interno.
Tuttavia quest'azione entrava in conflitto con la corona di Spagna la quale era del parere che si dovesse insegnare loro il castigliano.
Da un certo punto di vista questo metodo evitava l'etnocidio totale, d'altro canto tendeva ad isolare le popolazioni, che una volta persa l'assistenza gesuitica, si trovarono in una situazione di incomunicabilità con l'invasore spagnolo. Sicuramente questa fu una scelta protezionistica da parte dei missionari i quali non volevano ricreare lo stesso degrado morale europeo tra quelle genti, ma senza rendersi conto di quanto stessero in realtà contribuendo all'etnocidio di quelle popolazioni.

### Tecniche di conversione: Accomodamento e comunicazione
Se quello della lingua può sembrare un problema piuttosto difficile da superare, è nulla paragonato alla solitudine del missionario che tenta di comunicare il messaggio cristiano a popolazioni con credenze radicalmente diverse e radicate da secoli.
Il problema principale è che il missionario tentava di dimostrare che il vero Dio fosse il suo ponendo agli indigeni come prova le narrazioni dei miracoli; tuttavia i missionari non erano supportati in questo dall'effettivo manifestarsi di alcun miracolo. A questo si aggiungeva il facile fraintendimento di concetti astratti, della metafisica romana, fondamentali nella morale cristiana: come spiegare la Trinità, lo Spirito Santo?
La soluzione fu di riprendere le tradizioni europee del periodo medioevale, vale a dire la rappresentazione teatrale degli eventi sacri, celebrazioni, accompagnate da musiche e danze che avevano lo scopo secondario di ridurre l'impatto scatenato dalla perdita della tradizione nel nativo, e lo scopo primario di rendere familiare la narrazione sacra.
Si era passati quindi da un rifiuto della cultura locale in quanto dimentica della Parola di Dio, ad un suo uso strumentale attraverso un'operazione di accomodamento.

### Le riduzioni musicali del Paraguay
Tra le foreste del Paraguay i missionari che attraversavano in canoa i corsi d'acqua si resero conto che quando suonavano la chitarra o altri strumenti musicali europei dal suono raffinato, l'approccio con l'indio risultava più pacifico e produttivo.
Di qui nacque l'idea di far divenire questa una prassi.
Questa si divideva in tre fasi:
La prima è quella dell'approccio, che avveniva di solito con i missionari accompagnati da indios già facenti parte della riduzione, questo per il conseguimento di due scopi: impressionare gli abitanti con la musica europea, e suscitare in loro il desiderio di imparare questa arte.
La seconda fase consisteva una volta organizzata la riduzione nel creare un complesso con particolare attenzione ai giovani, i quali erano maggiormente plagiabili, e potevano influire positivamente sugli adulti se non comportarsi da spie verso chi nella famiglia non desse credibilità al messaggio cristiano, o non ne rispettasse le imposizioni. Oltretutto lo status di musicista era visto come elitario, e chi praticava quest'arte diveniva un membro rispettabile, l'orgoglio della famiglia.
La terza fase prevedeva la stabilizzazione della cultura musicale, che una volta insegnata diveniva peculiarità dei giorni festivi, nei quali veniva accuratamente studiata la spettacolarità dei riti.

### Il sincretismo
Un'altra tecnica usata dai missionari per riuscire a far comprendere il messaggio cristiano fu quella di compiere delle relazioni sincretiche tra il Vangelo e la cultura popolare delle popolazioni native, associando santi cristiani a figure mitologiche locali.
Si è arrivati addirittura a scrivere copie apocrife del Vangelo che sostituivano i nomi cristiani con quelli delle divinità autoctone. Tuttavia quest'operazione nonostante riuscisse a creare delle figure riconoscibili all'indio, era comunque sottoposta all'azione che le conoscenze preliminari dell'individuo su quella data figura mitologica, esercitavano sulla configurazione mentale che si creava sul personaggio cristiano, creando una mescolanza di concetti e credenze che finì per innescare reazioni e credenze negli indigeni che mai i missionari stessi avrebbero voluto.